# Форестьери, Фернандо
Ферна́ндо Ма́ртин Форестье́ри (итал. Fernando Martin Forestieri; 15 января 1990, Росарио, Аргентина) — итальянский футболист, нападающий клуба «Джохор».

## Клубная карьера
Форестьери — итальянец по происхождению. Его родители переехали в Росарио с Сицилии. Свою карьеру Фернандо начал в 2003 году в клубе «Ньюэллс Олд Бойз», когда ему было всего 13 лет. В этом же году он был продан в легендарный «Бока Хуниорс» за 50 000 $. В Буэнос-Айресе Форестьери стал известен благодаря своей манере игры, которую часто сравнивали с манерой игры Лионеля Месси.

### «Дженоа»
В январе 2006 года «Дженоа» подписала с Форестьери пятилетний контракт. В марте «Бока» попыталась оспорить законность трансфера молодого футболиста, отказавшись от 300 000 евро компенсации от «Дженоа», и направила дело в Аргентинскую федерацию футбола. Но протест не был удовлетворён, и игрок отправился «покорять Европу».
Летом этого года он отыграл несколько товарищеских игр за «Дженоа» и настолько впечатлил президента «Торино», что тот сразу же предложил за него 500 000 евро. Но «Дженоа» отвергла это предложение. Официальный дебют Фернандо состоялся 8 ноября 2006 года в кубковом матче против «Эмполи».
В первом официальном матче в Серии B, 13 января 2007 года против «Пескары», Форестьери открыл счёт забитым голам в профессиональном футболе. Правда, его гол не спас команду от поражения. В 2007 году он регулярно играл за молодёжную команду «Дженоа», которая по окончании сезона завоевала международный трофей «Viareggio».

### «Сиена»
25 июля 2007 года «Сиена» объявила, что она заключила контракт с 17-летним игроком из «Дженоа» на правах совладения. Свой первый матч в Серии A он провёл 26 сентября, выйдя на замену в матче против «Аталанты».
13 января 2008 года Фернандо забил свой первый гол в Серии A, выйдя на замену в матче против «Интера». Во время летнего трансферного окна «Дженоа» полностью выкупила права на владение игроком у «Сиены», но оставив его ещё на полсезона в аренде. В «Сиене» сменился тренер, и за эти полсезона он сыграл всего 2 матча.

### «Виченца»
В январе 2009 года его отдали в аренду «Виченце» в Серию B, в составе которой он провёл 19 матчей и забил 5 голов.

### «Малага»
В июле 2009 года Фернандо соглашается на переезд в Ла Лигу, а точнее в «Малагу». «Удинезе» и «Дженоа» дали согласие на аренду игрока. «Удинезе» выкупила 50 % прав на игрока 28 июля 2009 года. Свой первый и единственный гол за «Малагу» Форестьери забил 20 декабря в победном матче против «Мальорки» (2:1).

## Международная карьера
Только прибыв в Италию, Форестьери принял итальянское гражданство. В интервью «Corriere dello Sport» он заявил, что вся его семья переезжает в Италию, поскольку в Аргентине стало очень опасно. Эзекьель, брат Фернандо, жив благодаря чуду, после того как в него стреляли во время вооруженного ограбления.
После отказа играть за сборную Аргентины до 17 лет молодой игрок был вызван в сборную Италии. Сначала до 17 лет, а затем до 19 и до 20 лет.